# Vando Freddi
Vando Freddi, scritto anche Wando Freddi (Viadana, 3 maggio 1948), è un ex calciatore e allenatore di calcio italiano.

## Caratteristiche tecniche
Freddi era un terzino sinistro, dotato di buona velocità che lo rendeva un marcatore affidabile sull'ala destra avversaria.

## Carriera

### Calciatore
Cresciuto nel Mantova, debutta in Serie A nella stagione 1967-1968, giocando da titolare la partita interna contro il Varese. A fine stagione totalizza 10 presenze, e la formazione virgiliana retrocede in Serie B, categoria nella quale gioca per due stagioni condizionate dalla pubalgia, per un totale di 30 presenze complessive in tre stagioni. Nel 1970 scende in Serie C passando al Piacenza, dove gioca 26 partite, e nella stagione successiva si trasferisce al Padova. In Veneto gioca sei stagioni in Serie C fino al 1977, collezionando 244 partite di campionato. Nel 1977 passa al Monselice, dove gioca una stagione in Serie D conquistando la promozione in Serie C2. Dopo due stagioni nella quarta serie, chiude la carriera nel 1980.

### Allenatore
Stabilitosi a Monselice dopo il ritiro, allena la squadra padovana in due occasioni, tra gli anni Ottanta e Novanta; in seguito guida altre formazioni dilettantistiche padovane (Atletic Mezzavia di Montegrotto Terme e Torreglia).

## Palmarès

### Giocatore

#### Competizioni nazionali
- Serie D: 1

Monselice: 1977-1978